# Gare de Saint-Aubin (Calvados)
Pour les articles homonymes, voir Gare de Saint-Aubin.
La gare de Saint-Aubin (Calvados) est une ancienne gare ferroviaire française de la ligne d'Argentan à Granville, située sur le territoire de la commune de Saint-Aubin-des-Bois, dans le département du Calvados, en région Normandie.

## Situation ferroviaire
Établie à 156 m d'altitude, la gare de Saint-Aubin est située au point kilométrique (PK) 93,300 de la ligne d'Argentan à Granville, entre les gares ouvertes de Saint-Sever et de Villedieu-les-Poêles.